# Kościół w Nowosielcach (Natura 2000)
Kościół w Nowosielcach (PLH180035) – projektowany specjalny obszar ochrony siedlisk, aktualnie obszar mający znaczenie dla Wspólnoty, położony w Kotlinie Jasielsko-Krośnieńskiej, obejmujący kościół pw. Najświętszej Maryi Panny Nieustającej Pomocy w Nowosielcach i jego najbliższe otoczenie. Obszar zajmuje powierzchnię 0,28 ha. Utworzony został w celu ochrony kolonii rozrodczej nocka dużego Myotis myotis.